# Strážky (Ústí nad Labem)
Strážky jsou část statutárního a krajského města Ústí nad Labem v České republice, spadající pod městský obvod Ústí nad Labem-město v Ústeckém kraji. Nachází se asi šest kilometrů severně od centra města v nadmořské výšce 285 metrů. Tvoří ji dvě katastrální území: Strážky u Habrovic a Dělouš.

## Historie
První písemná zmínka o vesnici pochází z roku 1233. V této době Strážky patřily klášteru svatého Jiří v Praze, od roku 1401 pak všebořické tvrzi. V roce 1836 zachvátil celou vesnici požár, a nepoškozených zůstalo jen pět domů. V roce 1846 zde byla postavena kaple svatého Floriána, která byla roku 2005 opravena.
Součástí Strážek byla dříve i osada Borngrund, později přejmenovaná na Studánku.

## Přírodní poměry
Strážkami protéká Klíšský potok. Prochází jimi též hranice chráněné krajinné oblasti České středohoří.

## Obyvatelstvo
Při sčítání lidu v roce 1921 ve vsi žilo 143 obyvatel (z toho 64 mužů), z nichž byli dva Čechoslováci a 141 Němců. Kromě tří evangelíků a tří lidí bez vyznání se hlásili k římskokatolické církvi. Podle sčítání lidu z roku 1930 měla vesnice 136 obyvatel: šest Čechoslováků a 130 Němců. S výjimkou tří evangelíků a jednoho člověka bez vyznání byli římskými katolíky.
|           | 1869 | 1880 | 1890 | 1900 | 1910 | 1921 | 1930 | 1950 | 1961 | 1970 | 1980 | 1991 | 2001 | 2011 | 2021 |
| --------- | ---- | ---- | ---- | ---- | ---- | ---- | ---- | ---- | ---- | ---- | ---- | ---- | ---- | ---- | ---- |
| Obyvatelé | 162  | 127  | 127  | 124  | 128  | 143  | 136  | 97   | 103  | 105  | 115  | 94   | 127  | 215  | 234  |
| Domy      | 23   | 23   | 23   | 23   | 25   | 26   | 26   | 24   | 25   | 25   | 28   | 26   | 41   | 62   | 78   |

## Obecní správa
Při sčítání lidu v letech 1850–1960 Strážky byly samostatnou obcí, se kterým patřily nejprve do okresu Ústí nad Labem, ale v roce 1950 v okrese Ústí nad Labem-okolí. V letech 1960–1980 byly částí obce Habrovice v okrese Ústí nad Labem. Od 1. července 1980 jsou částí statutárního města Ústí nad Labem ve stejnojmenném okrese.

## Hospodářství
Ve vesnici se nachází Zahradnictví Strážky.

## Doprava
Strážkami prochází silnice II/528. Dopravní obslužnost zajišťuje město Ústí nad Labem prostřednictvím společnosti Dopravní podnik města Ústí nad Labem. K roku 2014 se konkrétně jedná o autobusové linky číslo 15, vedoucí ze Strážek do Vaňova, a číslo 16, vedoucí ze Strážek do Všebořic. Strážky rovněž obsluhuje krajská autobusová linka číslo 452, která dále pokračuje do německého Bahratalu. Nachází se zde dvě autobusové zastávky: Strážky (u této zastávky se nachází obratiště) a Strážky obec, které jsou od sebe vzdáleny asi sto metrů.
Obyvatelé Strážek usilují o vybudování silničního obchvatu. Po dokončení dálnice D8, se totiž již tak poměrně velká intenzita dopravy ještě zvýšila.[zdroj⁠?!] Vesnice je zatěžována hlavně kamionovou dopravou. V červnu 2006 Ústí nad Labem odsouhlasilo změnu územního plánu, který s obchvatem počítá, ale zatím[kdy?] se stavět nezačalo.